# قائمة لاعبي المغرب في الدوريات الأجنبية

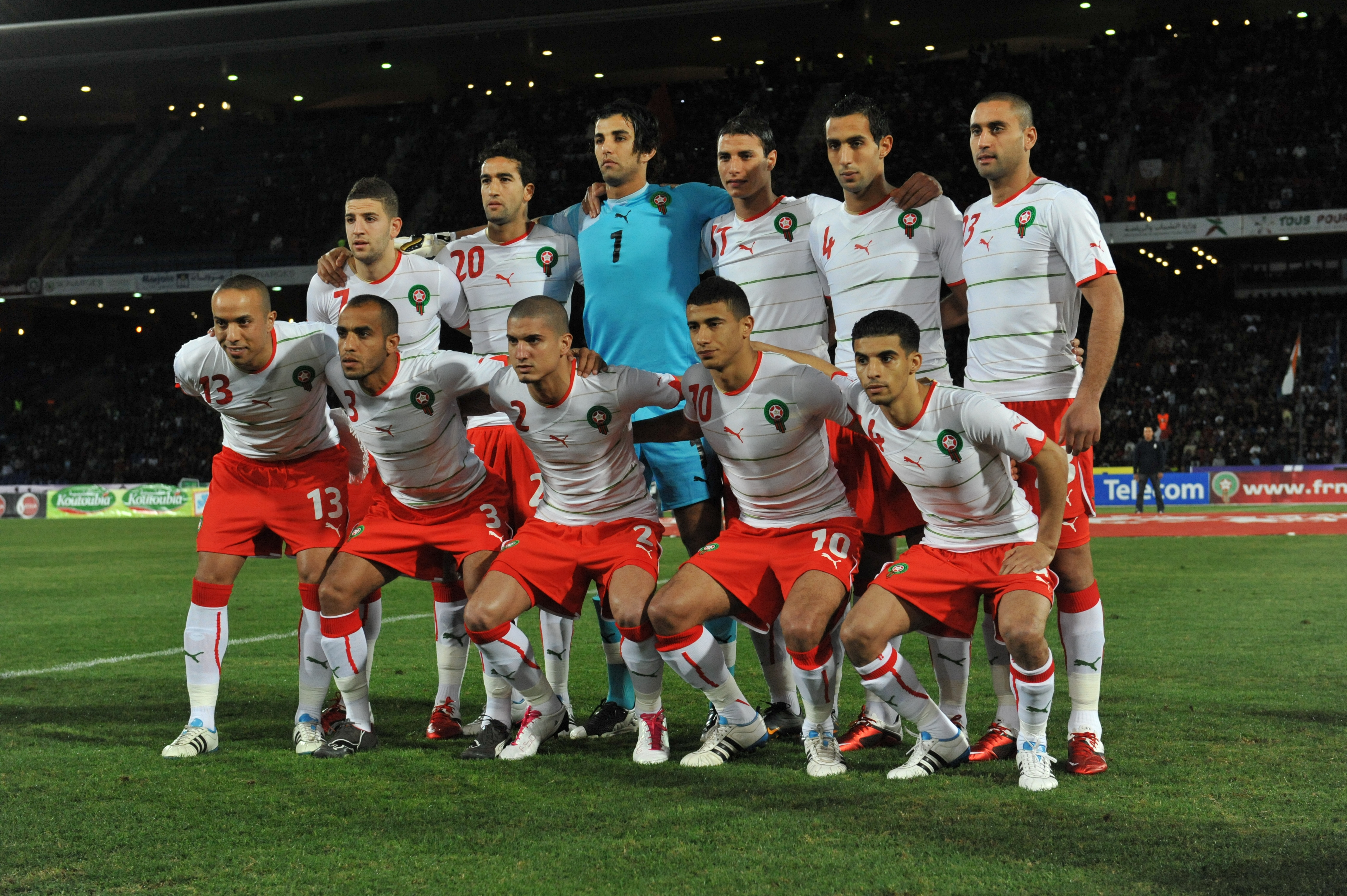
منتخب المغرب لكرة القدم
اللاعبون من اليسار إلى اليمين:
اللاعبون الواقفون
: عادل تاعرابت (كوينز بارك رينجرز) - حاجي (نانسي) - لمياغري (الوداد البيضاوي) - الشماخ (أرسنال) - بنعطية (أودينيزي) -
اللاعبون الجالسون -خرجة (إنتر ميلان) (C) - قدوري (دينامو كييف) - باسر (نانسي) - بلهندة (مونبلييه) - بوصوفة (أندرلخت).

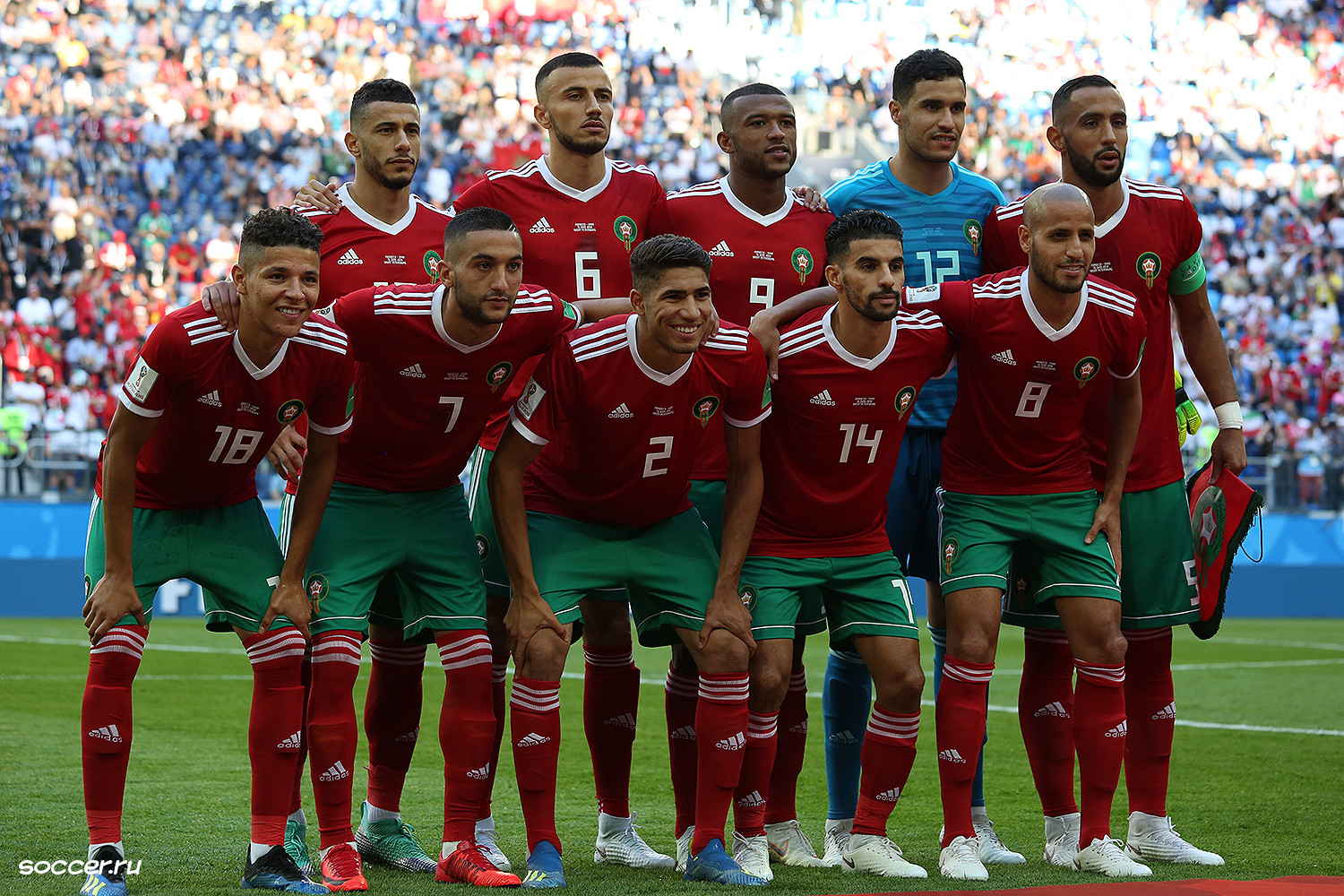
منتخب المغرب لكرة القدم
من اليسار إلى اليمين:
الوقوف : بلهندة (غلطة سراي) - سايس (ولفرهامبتون واندررز) - الكعبي (نهضة بركان) - المحمدي (نومانسيا) - بنعطية (يوفنتوس) (وسط)
الجلوس- هاريث (شالكه 04) - زياش (CFC) - حكيمي (باريس سان جيرمان) - بوصوفة (الجزيرة) - الأحمدي (فينورد).

هذه قائمة كاملة للاعبين كرة القدم المغاربة في الدوريات الأجنبية ، أي لاعبي كرة القدم الذين لعبوا في الدوريات الأجنبية.

## تاريخ اللاعبين المغاربة في أوروبا
لعب عدد كبير من اللاعبين المغاربة في العديد من الدول الأوربية، خاصة في فرنسا وبلجيكا وهولندا ويعود السبب في ذلك لتواجد جالية مغربية كبيرة في هذه الدول، وفي خمسينيات القرن العشرين، كان هناك لاعب مغربي شهير في أوروبا، خاصة مع نادي أتلتيكو مدريد ، وهو اللاعب العربي بن مبارك رغم أنه كان يلعب مع منتخب فرنسا لأن المغرب كان وقتها تحت الحماية الفرنسية ، وقد فاز بن مبارك بلقب الدوري الإسباني مرتين في 1949-1950 و1950-1951 . وفي الخمسينات وبداية الستينات ظهر نجم مغربي آخر هو اللاعب حسن أقصبي ، الذي يعد أفضل هداف مغربي في الدوريات الأوروبية ، وذلك برصيد 173 هدفا، كما أنه يعد أول مغربي يحقق لقبا في أوروبا عندما فاز أقصبي بلقب الدوري الفرنسي مع نادي ريمس سنة 1962م .
أما على صعيد الألقاب، فقد حقق عدد كبير من اللاعبين المغاربة ألقاباً ومنهم اللاعب بدر القدوري بـ14 لقباً منها خمس بطولات وأربع كؤوس وخمسة كأس السوبر، ثم يليه اللاعب سفيان بنزويين بـ10 ألقاب كانت جميعها في لوكسمبورج مع نادي إف 91 دوديلانج بسبع بطولات أكثر من أي لاعب مغربي آخر وثلاثة كؤوس . ثم يأتي اللاعب يونس بلهندة بـ 9 ألقاب: 5 دوري، 3 كؤوس وكأس السوبر مرة واحدة. وعلى مستوى الدوريات الخمس الكبرى فقد فاز المهدي بنعطية بالدوري الألماني مرتين وذلك مع فريق بايرن ميونيخ والدوري الإيطالي مرتين مع نادي يوفنتوس وذلك أكثر من أي لاعب مغربي آخر، أما بالنسبة للاعبين الآخرين الذين حققوا ألقاب الدوري في الدوريات الخمس الكبرى في أوروبا فقد فاز كل من اللاعب صلاح الدين بصير ، واللاعب نور الدين النيبت بالدوري الإسباني في 1999-2000 م، وذلك مع نادي ديبورتيفو لاكورونيا والدوري الفرنسي ست مرات فاز به كل من اللاعب حسن أقصبي واللاعب مروان الشماخ وثلاثة لاعبين في 2011-12 هم اللاعب عبد الحميد الكوتري واللاعب كريم آيت فانا واللاعب يونس بلهندة وذلك مع نادي مونبلييه وكان الفائز الأخير هو اللاعب نبيل درار في 2016-17 .
أماعلى مستوى الألقاب الفردية فقد توج اللاعب مبارك بوصوفة بجائزة أفضل لاعب في بلجيكا وذلك ثلاث مرات، الأولى كانت مع نادي جينت والثانية والثالثة كانت مع نادي أندرلخت ، وفي هولندا توج عدد من اللاعبين المغاربة بجائزة أفضل لاعب ثلاث مرات ، وذلك عن طريق اللاعب منير الحمداوي واللاعب كريم الأحمدي واللاعب حكيم زياش . أما بالنسبة لهدافي المستوى فهناك خمسة من اللاعبين المغاربة فازوا بجائزة هداف الدوري الهولندي الممتاز ويعتبر اللاعب الحمداوي أول مغربي يحقق جائزة هداف الدوري الهولندي الممتاز مع نادي إي زد ألكمار موسم 2008-2009 م. أما أكثر من فاز بجائزة الهداف فهو اللاعب عمر الرفيق مرتين في لوكسمبورج وذلك مع نادي ديفردانج 03 . أما بالنسبة لأكثر من لعب مباريات فقط في الدوري فهناك فكان اللاعب كريم الأحمدي بـ 376 مباراة، ومن بعده اللاعب عبد الكريم ميري 337 مباراة،ثم اللاعب مروان الشماخ 333 مباراة، واللاعب نور الدين النيبت 329 مباراة وأخيرا اللاعب المغربي مبارك بوصوفة الذي لعب 322 مباراة. من ناحية أخرى، فإن أكثر من سجل من الهاتريك هو اللاعب سمير حاجي بـ 8 هاتريك مع نادي فولا إيش ثم اللاعب عمر الرفيق بـ 7 هاتريك وأخيراً اللاعب حسن أقصبي بـ 6 هاتريك. وعلى مستوى الدول فقد أحرز اللاعبون المغاربة 29 لقبا في هولندا ، منها ثلاثة عشر لقبا في الدوري الهولندي، وعشرة ألقاب في كأس هولندا وستة ألقاب في كأس يوهان كرويف، وبعدها واحد وعشرون لقبا في لوكسمبورغ ، وأربعة عشر لقبا في الدوري وسبعة ألقاب في الكؤوس، وأخيرا تسعة عشر لقبا في البرتغال ، منها ثمانية ألقاب في الدوري الممتاز ، ولقب واحد في كأس البرتغال ، ولقب واحد في كأس الليغا ، وخمسة ألقاب في كأس السوبر. أما عن مجموعة الدول الأخرى التي فاز فيها اللاعبون المغاربة على الأقل بلقب واحد فيمكن القول أنها تتمثل في 17 دولة متمثلة في الدول الآتية دولة أذربيجان ، دولة بلجيكا ، دولة بلغاريا ، دولة قبرص ، دولة ألمانيا ، دولة اليونان ، دولة المجر ، دولة إيطاليا ، دولة البرتغال ، دولة رومانيا ، دولة سويسرا ، دولة أوكرانيا ، دولة إسبانيا ، دولة مولدوفا ، دولة بولندا ، دولة سلوفاكيا ، دولة الدنمارك ،دولة روسيا ودولة تركيا .

## المعرض

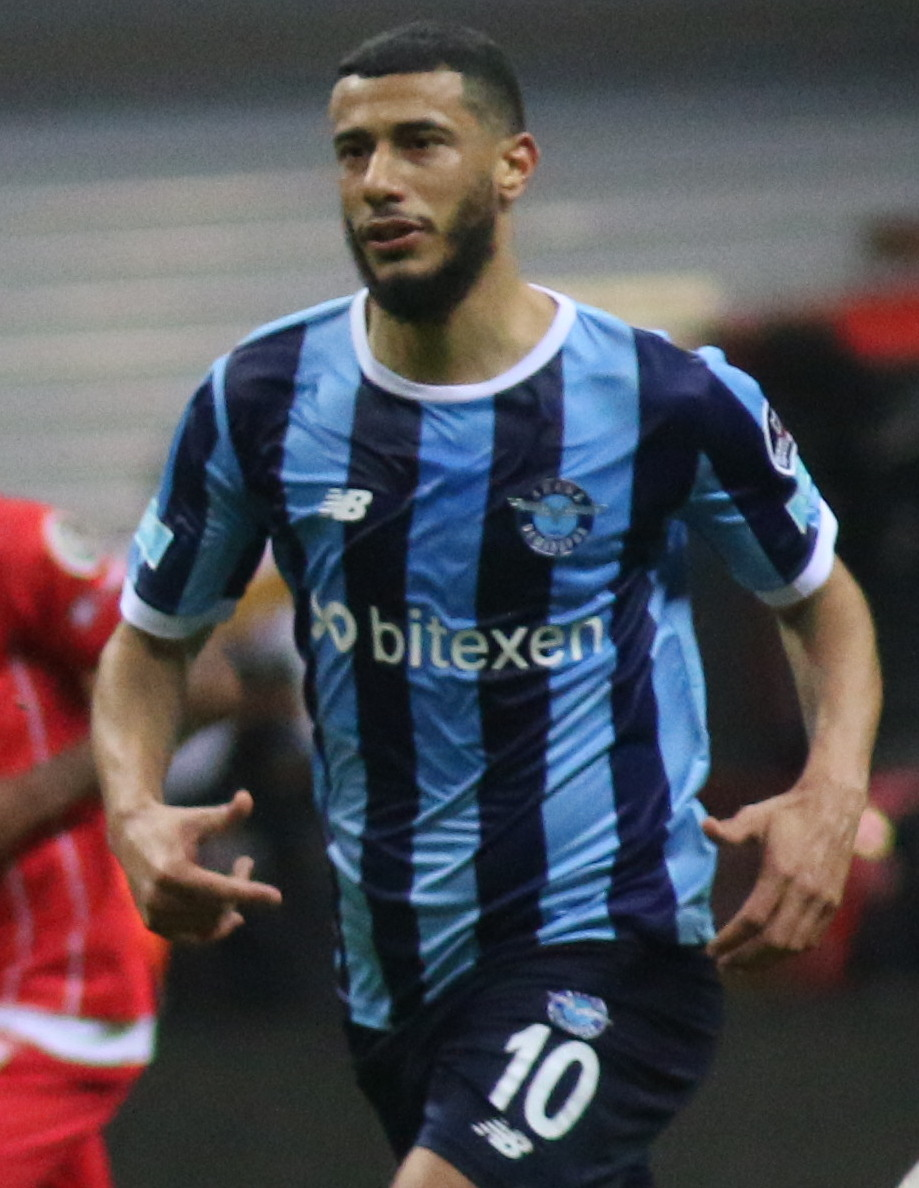
يونس بلهندة
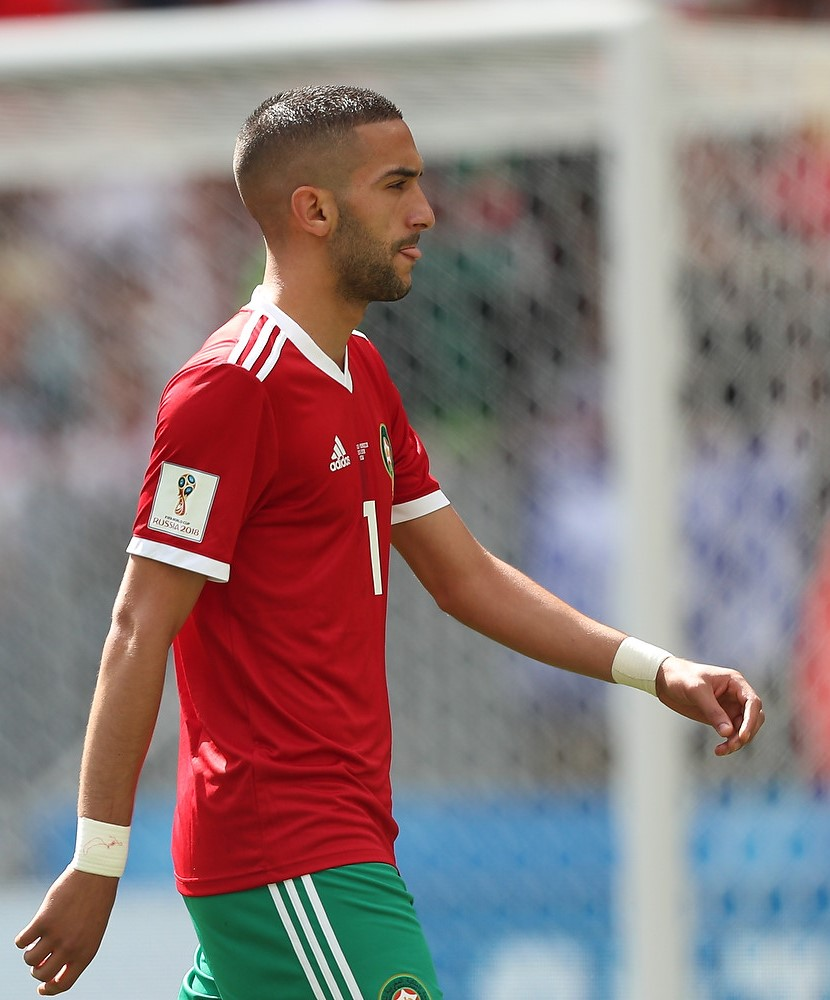
حكيم زياش
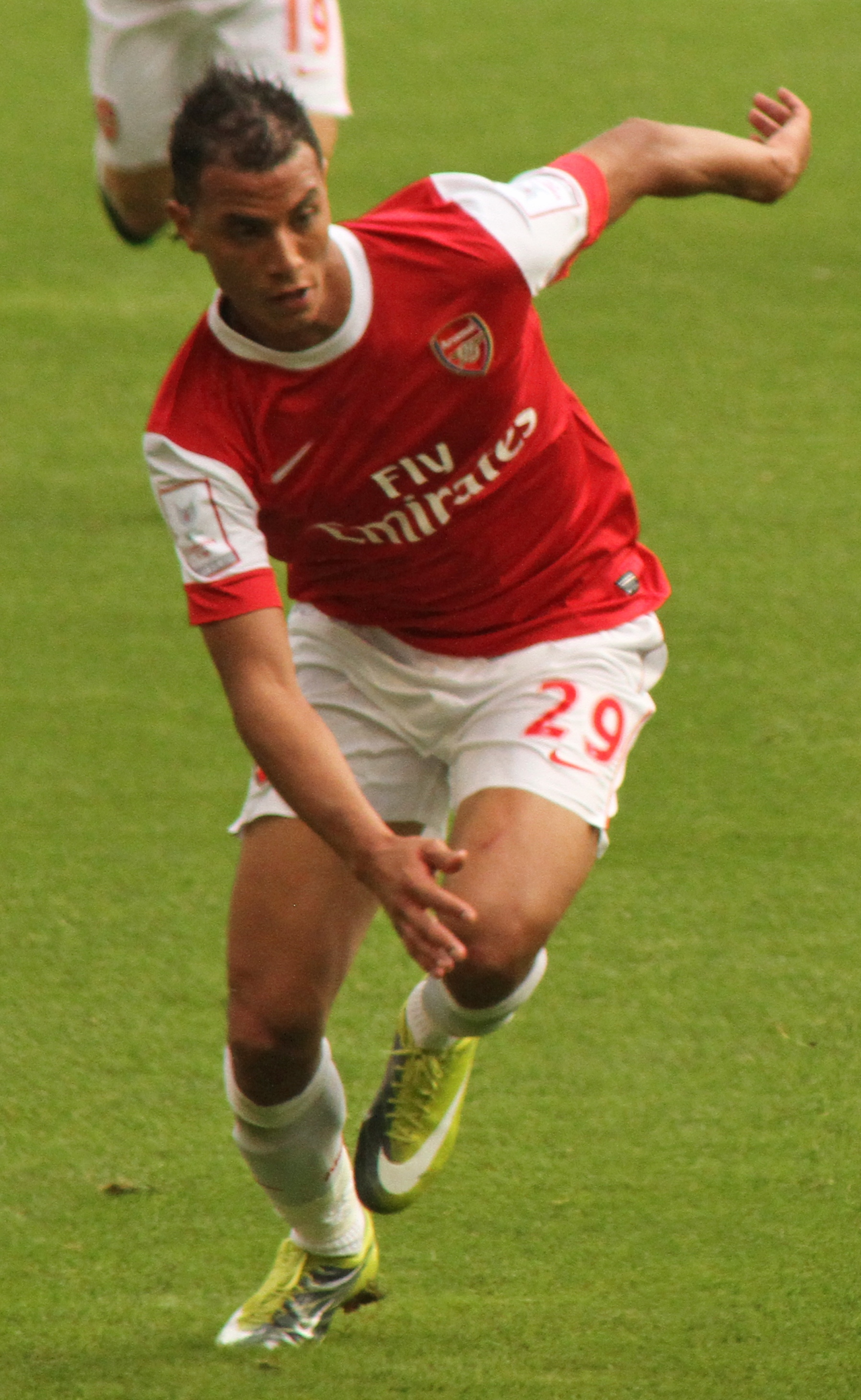
مروان الشماخ
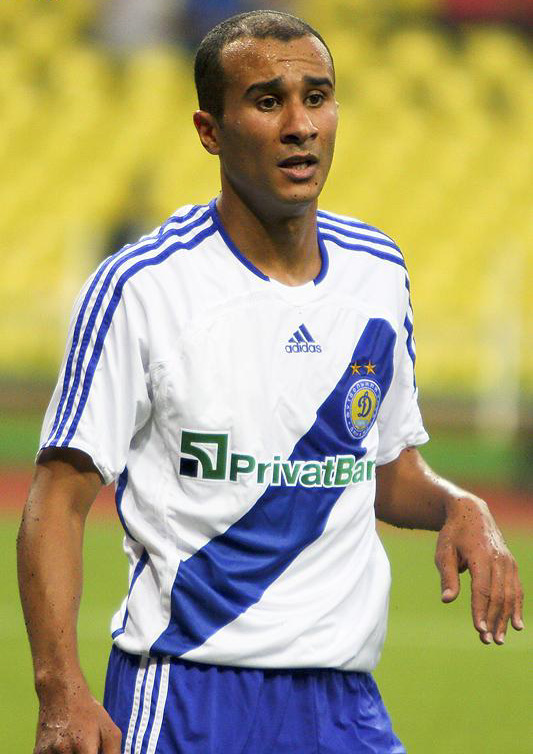
بدر القدوري
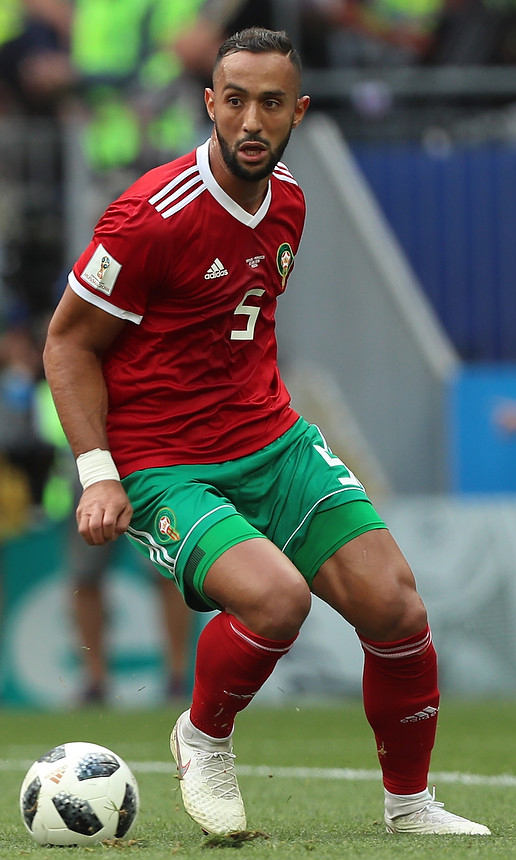
مهدي بن عطية
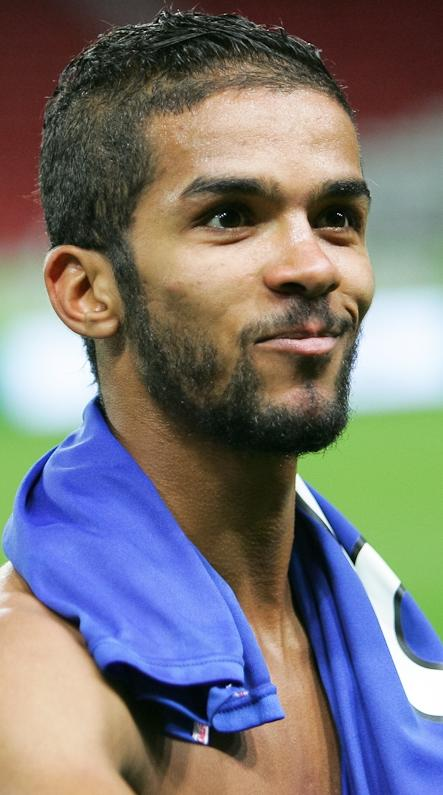
مهدي كارسيلا.

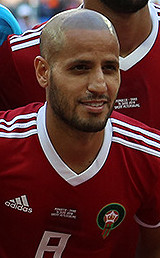
كريم الاحمدي
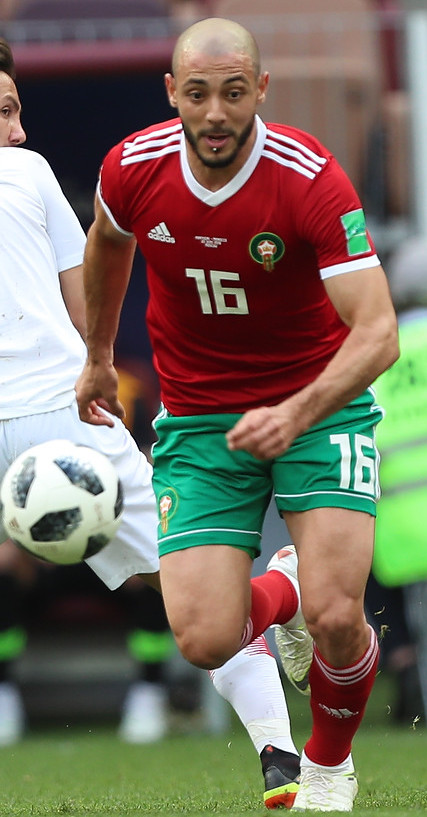
نورالدين امرابط
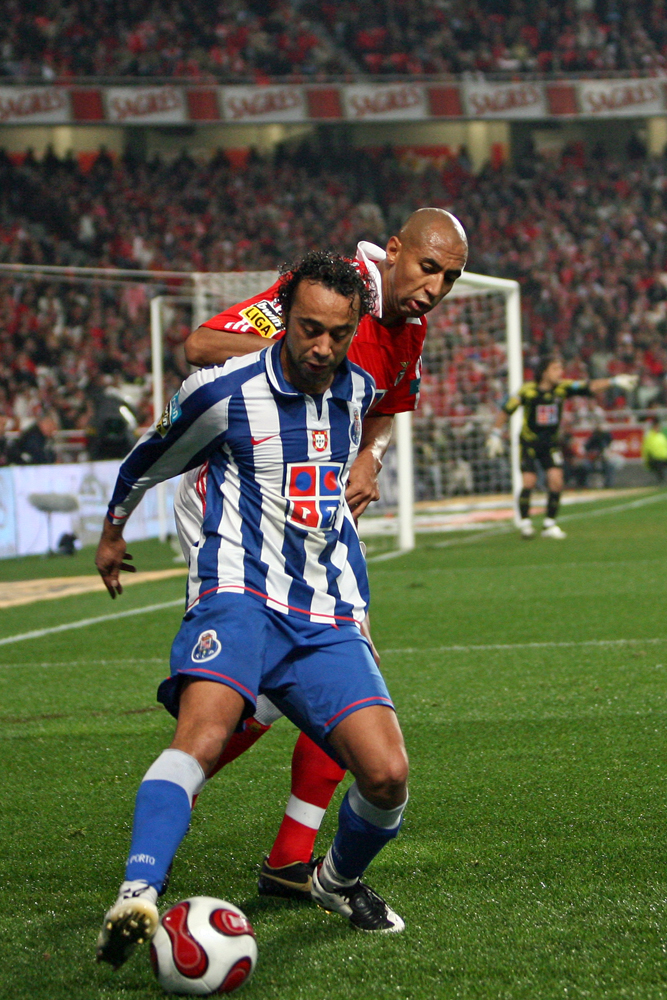
طارق السكتيوي
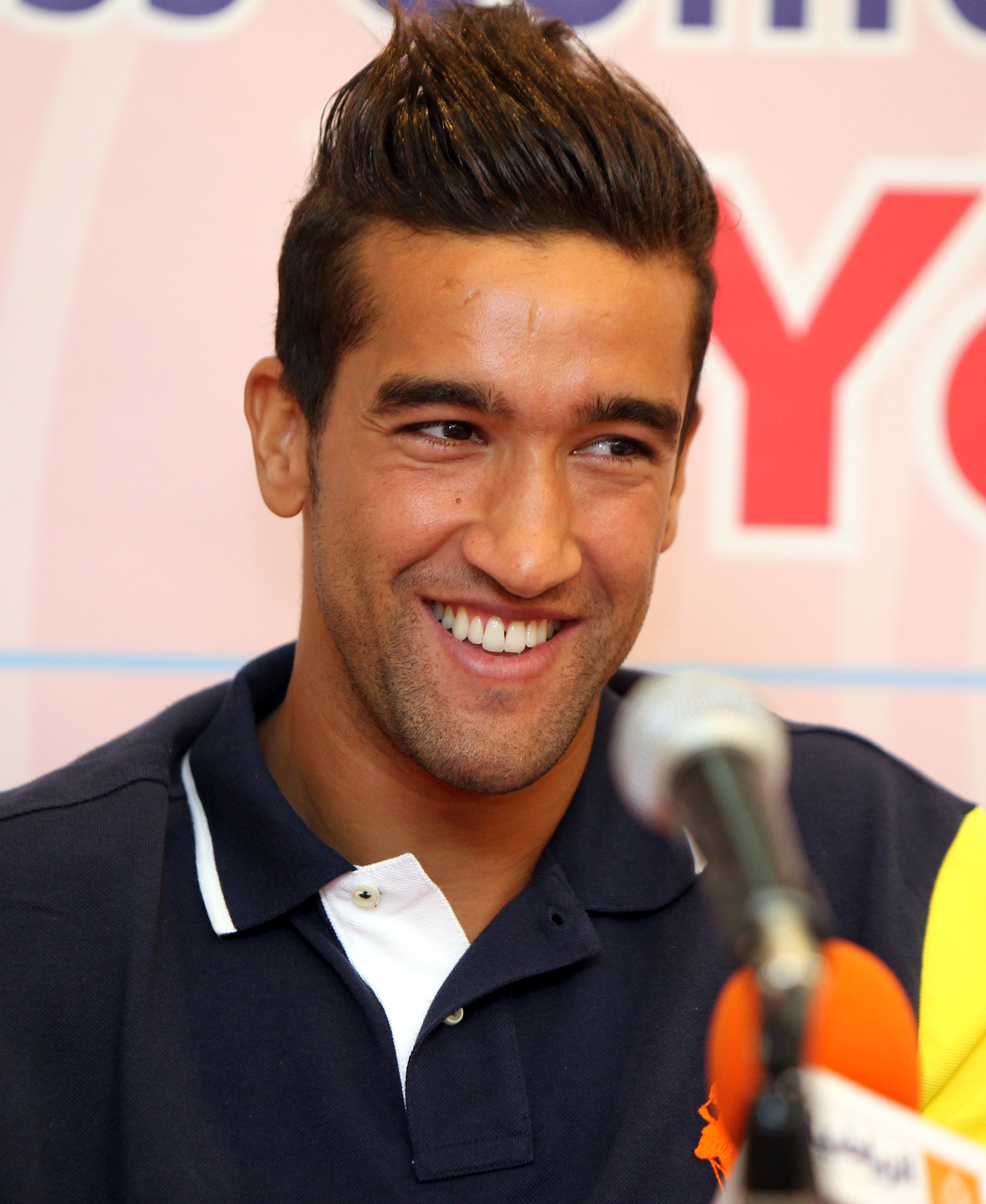
يوسف حاجي
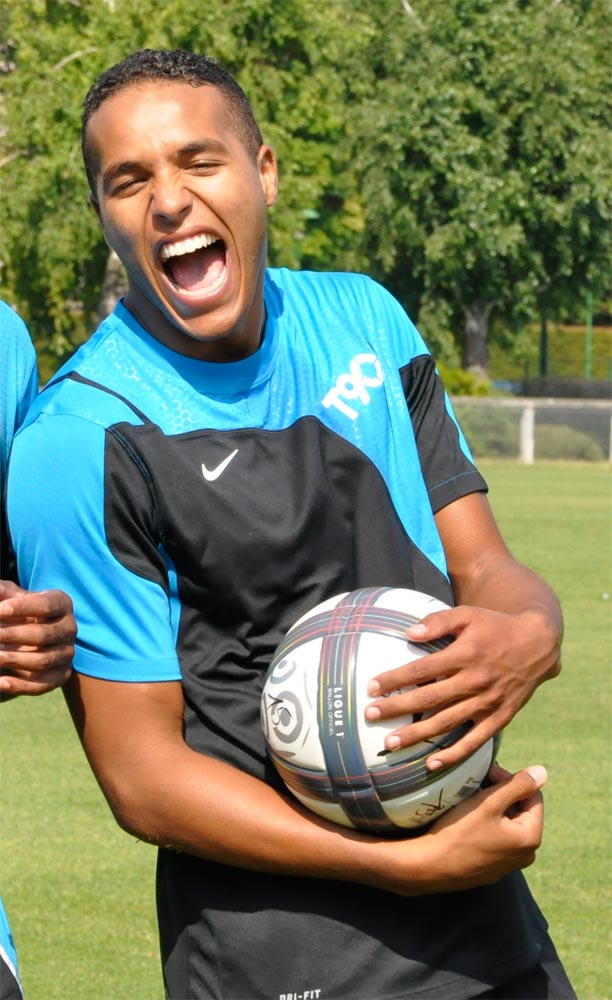
يوسف العربي

### اللاعبون من أصل مغربي الذين لعبوا لمنتخبات وطنية أخرى
- خالد بولحروز المولود في ماسلاوس ، هولندا، لعائلة من أصل مغربي . لديه ثمانية أشقاء. عندما كان صغيرا ذهب إلى أكاديميات الشباب في أياكس وهارلم . عندما كان في السادسة عشر من عمره توفي والده وكان عليه أن يتحمل مسؤولية عائلته. [1]
- إبراهيم أفلاي من أصول ريفية مغربية ، غادر والداه مدينتهما الحسيمة في ستينيات القرن العشرين للعمل في هولندا. نشأ في أوفرفيخت، وهو حي في أوتريخت يسكنه عدد كبير من المهاجرين. [2] نشأ أفلاي وشقيقه علي على يد والدتهما حبيبة بعد وفاة والدهما عندما كان صغيراً. [3] عائلته هولندية مغربية . وبعد أن اختاره مدربا المنتخبين المغربي والهولندي لتشكيلتيهما، وقع في مأزق الاختيار بين اللعب للمنتخب المغربي، بسبب أصوله المغربية، أو اللعب للمنتخب الهولندي، باعتبار هولندا مكان ميلاده وإقامته. وفي النهاية قرر اللعب لصالح المنتخب الهولندي على الرغم من المنافسة الشديدة على الأماكن في خط الوسط. [4]
- عادل رامي المولود في مدينة باستيا في جزيرة كورسيكا لأبوين مغربيين. عندما كان شابًا، انتقلت عائلته إلى البر الرئيسي، واستقرت في النهاية في مدينة فريجوس الساحلية الجنوبية، حيث عملت والدته كعضو في مجلس المدينة . رامي هو الثالث من بين أربعة أطفال وله أختان وأخ واحد. ، [5] رامي هو لاعب دولي فرنسي ، حيث ظهر لأول مرة في 11 أغسطس 2010 في مباراة ودية ضد النرويج . قبل تمثيل فرنسا، لفت انتباه المنتخب المغربي . قبل انطلاق بطولة كأس الأمم الأفريقية 2008 ، عُرض على رامي فرصة اللعب مع المغرب في البطولة من قبل المدرب هنري ميشيل . ومع ذلك، رفض رامي العرض، مشيرًا إلى طموحه باللعب لصالح فرنسا. [6] وقد صرح في عدة مناسبات أنه يفضل "تمثيل المغرب ضمن منتخب فرنسا". [7]

## ملخص

### قائمة حسب الدوري
| R. | League                      | Titles | Winning Years                                                                |
| -- | --------------------------- | ------ | ---------------------------------------------------------------------------- |
| 1  | الدوري الهولندي الممتاز     | 15     | 2001، 2003، 2006، 2007، 2008 x2, 2009، 2011، 2012، 2017، 2019 x3, 2021، 2022 |
| 2  | دوري لوكسمبورغ الوطني       | 14     | 2011، 2012، 2013، 2014 x2, 2015، 2016 x2, 2017 x2, 2018 x3, 2019             |
| 3  | الدوري البرتغالي الممتاز    | 8      | 1998، 1999، 2000، 2007، 2008، 2009، 2016، 2019                               |
| 4  | الدوري اليوناني             | 7      | 2011، 2016، 2017، 2019, 2020, 2021, 2022                                     |
| =  | الدوري الفرنسي              | 7      | 1962، 2009، 2012 x3, 2017، 2022                                              |
| 6  | الدوري الأوكراني الممتاز    | 6      | 2003، 2004، 2007، 2009، 2015، 2016                                           |
| 7  | الدوري البلجيكي للمحترفين   | 4      | 2002، 2007، 2009، 2010                                                       |
| 8  | الدوري التركي الممتاز       | 3      | 2013، 2018، 2019                                                             |
| =  | الدوري الإيطالي             | 3      | 2017، 2018، 2021                                                             |
| =  | دوري السوبر السلوفاكي       | 3      | 2019, 2020, 2021                                                             |
| =  | الدوري البلغاري الممتاز     | 3      | 2009 x3                                                                      |
| 11 | الدوري الألماني             | 2      | 2015، 2016                                                                   |
| =  | دوري السوبر الدنماركي       | 2      | 2005، 2008                                                                   |
| =  | الدوري الإسباني             | 2      | 2000 x2                                                                      |
| 14 | الدوري المولدوفي الوطني     | 1      | 2015                                                                         |
| =  | الدوري البولندي الممتاز     | 1      | 2011                                                                         |
| =  | دوري أذربيجان الممتاز       | 1      | 2009                                                                         |
| =  | الدوري الإسكتلندي الممتاز   | 1      | 2012                                                                         |
| =  | دوري الدرجة الأولى الروماني | 1      | 2000                                                                         |

### قائمة حسب الكأس
| R. | Cup                   | Titles | Winning Years                                           |
| -- | --------------------- | ------ | ------------------------------------------------------- |
| 1  | كأس هولندا            | 11     | 2001، 2006، 2010، 2012 x2, 2016، 2017، 2018–19 x3, 2021 |
| =  | كأس لوكسمبورغ         | 7      | 2012, 2013, 2014، 2015، 2016 x2, 2019                   |
| 2  | كأس أوكرانيا          | 6      | 2003، 2005، 2006, 2007, 2014, 2015                      |
| 4  | كأس البرتغال          | 5      | 1995، 1996، 1998، 2009، 2013                            |
| 5  | كأس الدنمارك          | 3      | 1995, 1997, 2005                                        |
| =  | كأس بلجيكا            | 3      | 2008، 2011، 2018                                        |
| =  | كأس فرنسا             | 3      | 1997، 2001، 2004                                        |
| =  | كأس إيطاليا           | 3      | 2011، 2017، 2018                                        |
| =  | كأس اليونان           | 3      | 2011، 2018, 2019                                        |
| =  | دوري السوبر السلوفاكي | 3      | 2018, 2020, 2021                                        |
| 11 | كأس بلغاريا           | 2      | 2004, 2006                                              |
| =  | كأس تركيا             | 2      | 2014، 2019                                              |
| =  | كأس سويسرا            | 2      | 1986, 1998                                              |
| 11 | كأس ألمانيا           | 1      | 2016                                                    |
| =  | كأس روسيا             | 1      | 2015                                                    |
| =  | كأس الملك             | 1      | 2002                                                    |
| =  | كأس قبرص              | 1      | 2013                                                    |
| =  | كأس رومانيا           | 1      | 2000                                                    |
| =  | كأس بولندا            | 1      | 2010                                                    |
| =  | كأس إسكتلندا          | 1      | 2012                                                    |

### قائمة حسب كأس الدوري
| R. | Super Cup             | Titles | Winning Years             |
| -- | --------------------- | ------ | ------------------------- |
| 1  | كأس الرابطة الفرنسية  | 5      | 2005, 2006 x2, 2007, 2009 |
| 2  | كأس الدوري الإسكتلندي | 2      | 2007 x2                   |
| 3  | كأس الدوري البرتغالي  | 1      | 2016                      |

### قائمة حسب كأس السوبر
| R. | Super Cup            | Titles | Winning Years                         |
| -- | -------------------- | ------ | ------------------------------------- |
| 1  | كأس السوبر الهولندي  | 7      | 2002, 2005, 2009, 2017 x2, 2018, 2019 |
| 2  | كأس السوبر البرتغالي | 5      | 1995, 1998, 2000, 2006, 2016          |
| =  | كأس السوبر البلغاري  | 5      | 2006, 2007, 2009 x2, 2015             |
| =  | كأس السوبر الأوكراني | 5      | 2004، 2006، 2007، 2009، 2011          |
| 5  | كأس السوبر البلجيكي  | 3      | 2007, 2009, 2010                      |
| =  | كأس السوبر الإسباني  | 3      | 2000، 2002، 2017                      |
| =  | كأس الأبطال الفرنسي  | 3      | 2008، 2009، 2022                      |
| 8  | كأس السوبر التركي    | 2      | 2013, 2017                            |
| 9  | كأس السوبر الإيطالي  | 1      | 2018                                  |

### قائمة حسب كأس القارات UEFA
| R. | Intercontinental Cup | Titles | Winning Years    |
| -- | -------------------- | ------ | ---------------- |
| 1  | الدوري الأوروبي      | 4      | 2020 x2, 2023 x2 |
| 2  | دوري أبطال أوروبا    | 2      | 2018، 2021       |
| =  | كأس السوبر الأوروبي  | 2      | 2017، 2021       |
| =  | كأس العالم للأندية   | 2      | 2017، 2021       |

## إحصائيات الدوري في بقية العالم
|   | لاعب                        | أندية بقية العالم |     |
| - | --------------------------- | --- | --- |
| 1 | Mehdi Ballouchy             | </img>سولت ليك (46) – كولورادو (77) – نيويورك ريد بولز (51) – سان خوسيه (11) – مدينة نيويورك (24) –</img> فانكوفر (7) | 216 |
| 2 | Adil Hermach</link>         | </img>الهلال (59) –</img> الوحدة (33) – الظفرة (47) – عجمان (24)                                                      | 163 |
| 3 | Anouar Diba                 | </img>الوكرة (92) – لخويا (6) – الخريطيات (49) –</img> النصر (16)                                                     | 163 |
| 4 | Tarik El Janaby             | </img> سريويجايا (30) –</img> باهانج FA (38) –</img> النادي الاهلي (47) –</img> الشيخ راسل كيه سي (35)                | 150 |
| 5 | Abderrazak Hamdallah</link> | </img> قوانغتشو R&F (32) –</img> الجيش (23) – الريان (20) –</img> – النصر (60)                                        | 135 |
| 6 | Issam El Adoua              | </img> القادسية (18) –</img> تشونغتشينغ ليفان (29) –</img> الظفرة (53)                                                | 100 |

|   | لاعب                        | أندية بقية العالم                                                                                    | الأهداف |
| - | --------------------------- | --- | ------- |
| 1 | Abderrazak Hamdallah</link> | </img>قوانغتشو R&F (25) –</img> الجيش (21) – الريان (18) –</img> – النصر (63)                        | 127     |
| 2 | Youssef El-Arabi</link>     | </img>الهلال (12) –</img> الدحيل (76)                                                                | 88      |
| 3 | Tarik El Janaby             | </img>سريويجايا (14) –</img> باهانج FA (20) –</img> النادي الاهلي (18) –</img> الشيخ راسل كيه سي (7) | 59      |
| 4 | Adil Ramzi                  | </img> الوكرة (47) – أم صلال (4)                                                                     | 51      |

## ملخص

### قائمة حسب الدوري
| R. | League                    | Titles | Winning Years                               |
| -- | ------------------------- | ------ | ------------------------------------------- |
| 1  | Saudi Professional League | 8      | 1996 x2, 1997، 1999، 2001، 2009، 2018، 2019 |
| 2  | Qatar Stars League        | 6      | 1997، 2003، 2004، 2000، 2017، 2018          |
| 3  | Egyptian Premier League   | 2      | 2018، 2019                                  |
| 4  | Kuwaiti Premier League    | 1      | 2011                                        |
| =  | UAE Pro-League            | 1      | 2017                                        |
| =  | Bangladesh Premier League | 1      | 2013                                        |

### قائمة حسب الكأس
| R. | Cup                 | Titles | Winning Years                         |
| -- | ------------------- | ------ | ------------------------------------- |
| 1  | Emir of Qatar Cup   | 7      | 2000، 2001، 2005، 2008، 2018، 2019 x2 |
| 2  | Tunisian Cup        | 3      | 2002، 2007، 2008                      |
| 3  | UAE President's Cup | 1      | 2009                                  |
| =  | Kuwait Emir Cup     | 1      | 2016                                  |
| =  | Egypt Cup           | 1      | 2019                                  |
| =  | Algerian Cup        | 1      | 2001                                  |

### قائمة حسب كأس الدوري
| R. | League Cup             | Titles | Winning Years          |
| -- | ---------------------- | ------ | ---------------------- |
| 1  | Saudi Crown Prince Cup | 4      | 1995، 1997، 2001، 2012 |
| 2  | Qatar Crown Prince Cup | 2      | 1998, 2018             |
| 3  | UAE League Cup         | 1      | 2018                   |

### قائمة حسب كأس السوبر
| R. | Super Cup          | Titles | Winning Years |
| -- | ------------------ | ------ | ------------- |
| 1  | Sheikh Jassim Cup  | 2      | 1998، 2000    |
| =  | Egyptian Super Cup | 2      | 2017، 2020    |
| 3  | Saudi Super Cup    | 1      | 2018          |
| =  | UAE Super Cup      | 1      | 2018          |

## قائمة أفضل هدافي اللاعبين المغاربة في باقي أندية العالم
| رتبة | لاعب               | العناوين | هدافي الدوري لسنوات                                                                                          |
| ---- | ------------------ | -------- | --- |
| 1    | عبد الرزاق حمدالله | 3        | </img> 2016 (21 goals), (نادي الجيش (قطر)) ،</img> 2019 (34 goals), (Al-Nassr) ، 2020 (29 goals), (Al-Nassr) |
| =    | يوسف العربي        | 2        | </img> 2017 (24 goals), (Lekhwiya) 2018 (26 goals), (Lekhwiya)                                               |
| 3    | أحمد بهجة          | 1        | </img> 1997 (21 goals), (Al-Ittihad)                                                                         |
| =    | حسين عموتة         | 1        | </img> 1998 (10 goals), (Al-Sadd SC)                                                                         |
| =    | رشيد روكي          | 1        | </img> 2003 (15 goals), (نادي الخور)                                                                         |
| =    | هشام أبو شروان     | 1        | </img>2009 (12 goals), (Al-Ittihad)                                                                          |
| =    | وليد عزارو         | 1        | </img>2018 (18 goals), (Al Ahly)                                                                             |

## روابط خارجية
- اللاعبون في الخارج (المغرب) في Soccerway